# Aufklettern
Mit Aufklettern oder Aufsteigen wird in der Bahntechnik das Hinaufdrücken eines Eisenbahnrades durch die Reibung des Spurkranzes an der Schiene durch seitliche Spurführungskräfte bezeichnet.
Beim Durchfahren eines Gleisbogens wird der Spurkranz des bogenäußeren, vorderen Rades abhängig vom Bogenradius und der Geschwindigkeit gegen den Schienenkopf gedrückt. Bei zu hohem Druck kann das Rad mit dem Spurkranz aufklettern und über die Schiene nach außen rutschen, wodurch der Radsatz keine Seitenführung mehr erfährt und der Zug entgleist. Eine Spurkranzschmierung kann diesen Effekt vermindern.
Ebenfalls als Aufklettern bezeichnet wird die Anhebung des Wagenkastens von Schienenfahrzeugen bei Kollisionen. Da dabei das verhältnismäßig steife Untergestell des aufkletternden Fahrzeugs auf den weniger steif ausgeführten Aufbau des Kollisionspartners trifft und diesen zerstören kann, wird bei modernen Schienenfahrzeugen oft ein Aufkletterschutz angebracht.